# Antoine Dupont
Antoine Gilbert Louis Dupont (* 15. November 1996 in Lannemezan, Département Hautes-Pyrénées) ist ein französischer Rugby-Union-Spieler. Er spielt auf der Position des Gedrängehalbs für den Verein Stade Toulousain und die französische Nationalmannschaft. Zu seinen Erfolgen gehören drei Meistertitel und ein Europapokalsieg mit Stade Toulousain sowie ein Turniersieg bei Six Nations (mitsamt Grand Slam). Er gilt als einer der weltweit besten Spieler der Gegenwart; 2021 zeichnete ihn World Rugby als weltbesten Spieler des Jahres aus. 2024 wurde er Olympiasieger im Siebener-Rugby.

## Biografie

### Vereinskarriere

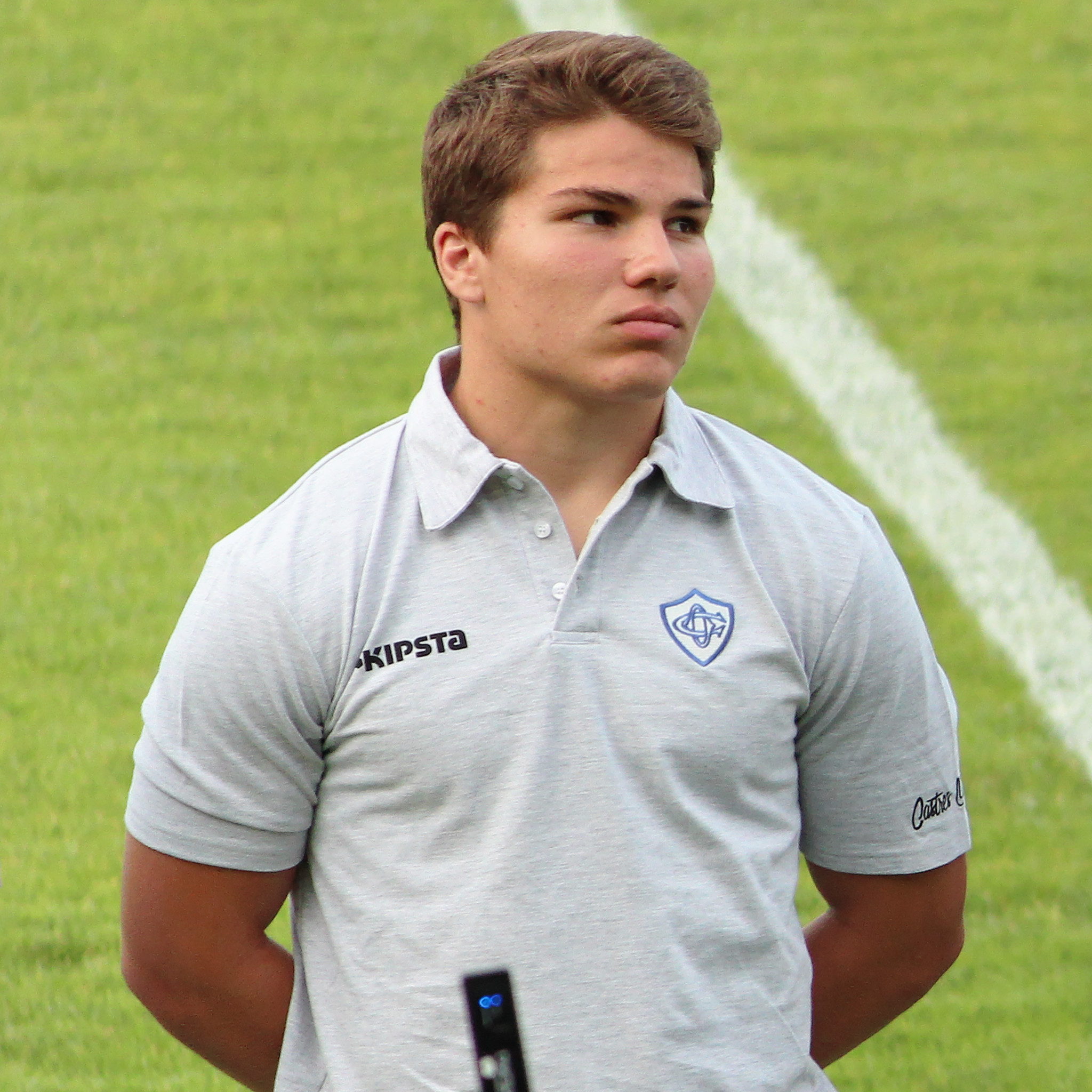
Dupont bei Castres (2015)

Dupont ist der Sohn eines Landwirts und wuchs im Dorf Castelnau-Magnoac auf, wo er im Alter von vier Jahren beim lokalen Verein Magnoac FC mit dem Rugbyspielen begann. Im Jahr 2011 trat er dem Ausbildungszentrum des FC Auch bei; ebenso wurde er in den Nachwuchsleistungsstützpunkt am Lycée Jolimont in Toulouse aufgenommen. Am Ende der Saison 2013/14 bestritt er mit dem FC Auch das Finale des Coupe René-Crabos (U18-Juniorenmeisterschaft), das mit 18:20 gegen Racing 92 verloren ging. Daraufhin unterschrieb er seinen ersten Profivertrag beim Erstligisten Castres Olympique. Sein Profidebüt gab er am 26. Oktober 2014 als noch nicht ganz 18-Jähriger in einem Spiel des European Rugby Champions Cup gegen Leinster Rugby. Im selben Wettbewerb erzielte er am 24. Januar 2015 gegen die Harlequins seinen ersten Versuch als Profispieler, der aber die 19:47-Niederlage nicht abwenden konnte.
Aufgrund mehrerer verletzungsbedingter Ausfälle konnte sich Dupont in der darauf folgenden Saison 2015/16 bei Castres Olympique als Stammspieler etablieren. Nachdem im September 2016 erstmals entsprechende Gerüchte die Runde gemacht hatten, folgte zwei Monate später die offizielle Bestätigung, dass Dupont den Verein verlassen und auf die Saison 2017/18 hin zu Stade Toulousain wechseln werde. Vergeblich forderten die Fans, dass er seinen Vertrag mit Castres verlängert. In Toulouse konnte sich Dupont auf der Position des Gedrängehalbs rasch gegen den Nationalspieler Sébastien Bézy durchsetzen. In seinen ersten vier Spielen erzielte er gleich vier Versuche, darunter ein Doppelpack gegen den amtierenden Meister ASM Clermont Auvergne. Aufgrund einer Verletzung, die er sich im Dienst der Nationalmannschaft zugezogen hatte, verpasste er jedoch einen großen Teil der restlichen Saison.
In der Saison 2018/19 war Dupont wiederum Stammspieler. Im Viertelfinale des European Rugby Champions Cup erzielte er beide Versuche seines Teams zum 22:21-Auswärtssieg gegen Racing 92, was ihm die Ernennung zum „Man of the Match“ ermöglichte. Allerdings scheiterte Toulouse im Halbfinale an Leinster. In der Meisterschaft stieß Toulouse bis ins Finale vor. Dupont gehörte der Startformation an und trug wesentlich zum 24:18-Sieg gegen Clermont bei; nach einer siebenjährigen Durststrecke durfte der Rekordmeister somit den Bouclier de Brennus in Empfang nehmen. Aufgrund von Rückenbeschwerden konnte Dupont die darauffolgende Saison 2019/20 erst im Dezember beginnen. Diese musste dann wegen der COVID-19-Pandemie vorzeitig abgebrochen werden.
Im Verlaufe des European Rugby Champions Cup 2020/21 erzielte Dupont vier Versuche, womit er zusammen mit drei weiteren Spielern den Spitzenplatz in dieser Wertung belegte. Im Finale übernahm er erstmals das Amt des Kapitäns und führte seine Mannschaft zum 22:17-Sieg gegen Stade Rochelais, der Stade Toulousain den fünften Titel in diesem Wettbewerb bescherte. Einen Monat später gelang das Double, als sich Toulouse im Meisterschaftsfinale mit 18:8 gegen den gleichen Gegner durchsetzen konnte. In der Saison 2021/22 war Dupont zusammen mit Julien Marchand Co-Kapitän von Stade Toulousain, wobei die Mannschaft sowohl in der Meisterschaft als auch im Europapokal im Halbfinale scheiterte.
Ein weiteres Halbfinal-Aus musste die Mannschaft im European Rugby Champions Cup 2022/23 hinnehmen. Im Meisterschaftsfinale hingegen setzte sich Toulouse in einer sehr engen Partie mit 29:26 gegen Stade Rochelais durch, womit Dupont den dritten Meistertitel seiner Karriere feiern konnte.

### Nationalmannschaft

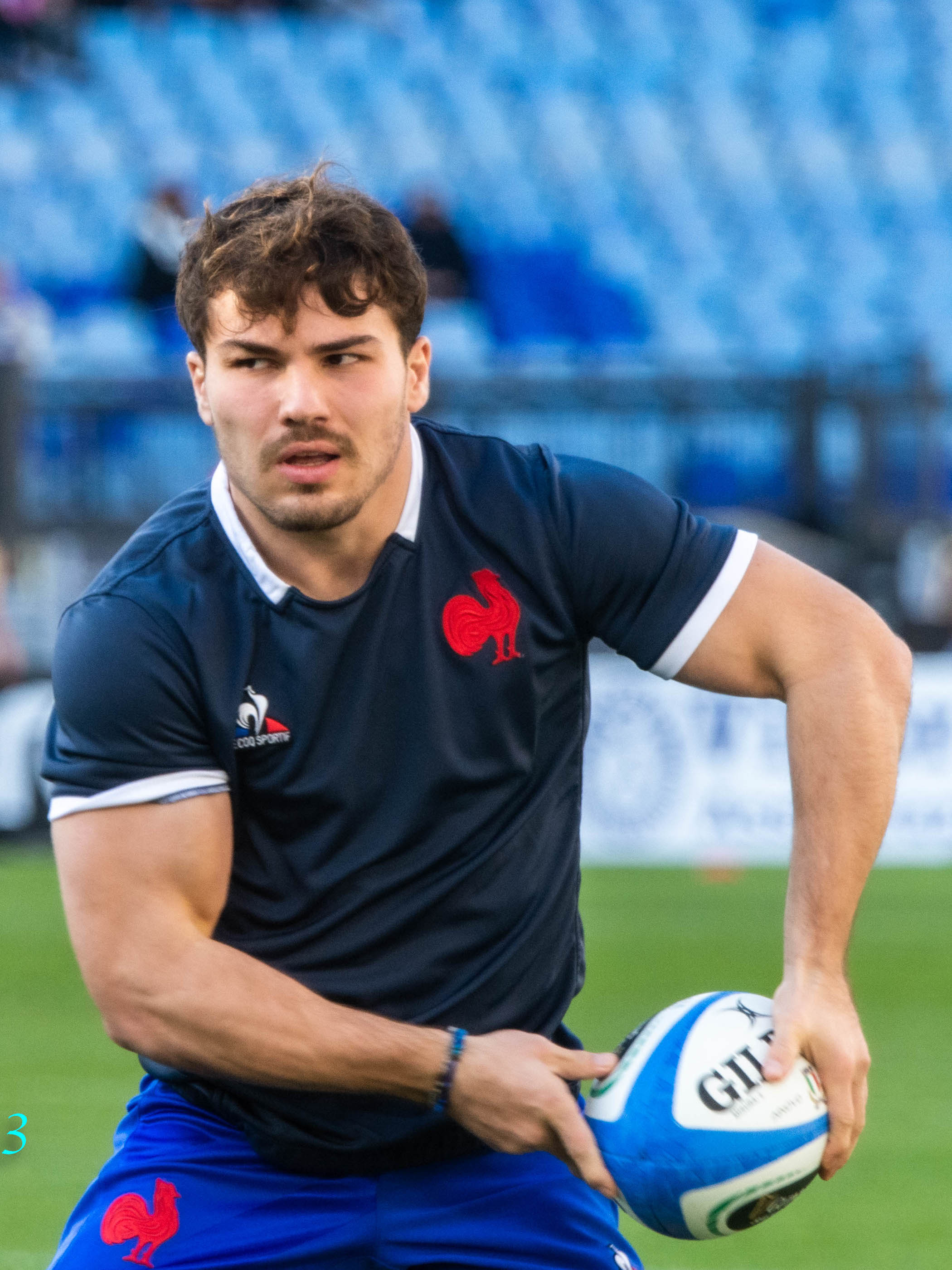
Dupont beim Six Nations 2023

2015 und 2016 gehörte Dupont der französischen U20-Auswahl an. Während er im ersten Jahr zu keinem Einsatz kam, nahm er im zweiten Jahr an der Juniorenweltmeisterschaft teil. Dabei erzielte er in drei Spielen fünf Versuche. Im November 2016 berief ihn Raphaël Ibañez in den Kader des Einladungsteams Barbarians français; als Einwechselspieler verhalf er der Mannschaft in Bordeaux zum 19:11-Sieg über die australische B-Auswahl. Nachdem Maxime Machenaud im Verlauf des Six Nations 2017 verletzt ausgefallen war, wurde Dupont von Nationaltrainer Guy Novès kurzfristig für die französische Nationalmannschaft aufgeboten. Sein erstes Test Match bestritt er daraufhin am 11. März 2017 als Einwechselspieler beim 40:18-Auswärtssieg gegen Italien. Nach guten Leistungen während den End-of-year Internationals 2017, unter anderem gegen Neuseeland, erhielt Dupont die Nomination für den Kader beim Six Nations 2018. Wenige Minuten nach seiner Einwechslung im ersten Spiel gegen Irland zog er sich einen Kreuzbandriss im rechten Knie zu, worauf er mehrere Monate lang ausfiel.
Bei seinem Comeback während den End-of-year Internationals 2018 stand Dupont gegen Südafrika, Argentinien und Fidschi erneut als Einwechselspieler im Einsatz, als Ersatz für Baptiste Serin. Das Six Nations 2019 schlossen die Franzosen auf dem enttäuschenden vierten Platz ab; Dupont hingegen vermochte in seinen vier Einsätzen zu überzeugen, wobei er gegen Schottland erstmals in der Startformation stand und gegen Italien seinen ersten Versuch in einem Test Match erzielte. Zu Beginn der Weltmeisterschaft hatte sich Dupont bereits als Stammspieler etabliert. Er bestritt die Gruppenspiele gegen Argentinien und Tonga, wurde aber wegen Rückenbeschwerden gegen England und die Vereinigten Staaten. Bei der knappen 19:20-Viertelfinalniederlage gegen Wales gehörte er ebenfalls der Startformation an.
Die Franzosen präsentierten sich beim Six Nations 2020 stark verbessert, schlugen unter anderem den späteren Turniersieger England und verpassten den Turniersieg nur aufgrund der schlechteren Punktedifferenz. Die Medien lobten Duponts konstant herausragende Leistungen und betrachteten ihn als einen der weltweit besten Spieler auf der Gedrängehalb-Position, zumal er im Spielsystem von Nationaltrainer Fabien Galthié zunehmend eine Schlüsselrolle einnahm. Beim Six Nations 2022 resultierte erneut der zweite Platz, diesmal hinter Wales. Dupont erzielte je einen Versuch gegen die Italiener, Engländer und Waliser, worauf die Fans ihn ins All-Star-Team des Turniers wählten. Im Oktober 2021 ersetzte er den verletzten Charles Ollivon vorübergehend als Kapitän der Nationalmannschaft und führte sie einen Monat später unter anderem zum 40:25-Sieg gegen Neuseeland. Am Ende des Kalenderjahres 2021 zeichnete ihn World Rugby als besten Spieler der Welt aus.
Auch beim Six Nations 2022 trat er als Kapitän in Erscheinung und trug entscheidend zum lang ersehnten französischen Turniersieg bei. Dieser kam zusätzlich mit einem Grand Slam zustande, dem zehnten in der Geschichte der Nationalmannschaft. Erneut wurde Dupont ins All-Star-Team des Turniers gewählt und zum zweiten Mal nach 2020 zum besten Spieler des Turniers. Beim Six Nations 2023, bei dem die Franzosen nur den Iren den Vortritt lassen mussten, bestritt Dupont wiederum alle fünf Partien. Ein weiteres Mal wurde er ins All-Star-Team gewählt und als bester Spieler des Turniers gewählt, womit er den Rekord von Brian O’Driscoll egalisierte. Bei der Heimweltmeisterschaft 2023 zog er sich in der Gruppenphase eine schwere Verletzung am Kopf zu. Dennoch trat er im Viertelfinale mit Frankreich gegen den Titelverteidiger Südafrika an, wobei er mit 28:29 sehr knapp verlor und aus dem Turnier ausschied.
2024 nahm Dupont eine kurze Auszeit von der Union-Nationalmannschaft, um mit der Nationalmannschaft im Siebener-Rugby an den Olympischen Sommerspielen 2024 in Paris teilzunehmen. Die Franzosen setzten sich im Finale gegen Fidschi durch, wobei Dupont zwei Versuche zum 28:7-Sieg beisteuerte.
Bei den Six Nations 2025 stand er erneut als Kapitän seiner Mannschaft auf dem Feld. Beim Spiel gegen Irland am 8. März 2024 zog er sich einen Kreuzbandriss im rechten Knie zu.

## Persönliches
2014 machte Dupont sein Baccalauréat mit Schwerpunkt Naturwissenschaften. Anschließend absolvierte er bis 2018 sein Grundstudium in Sportwissenschaft an der Universität Paul Sabatier in Toulouse. Nach dem Abschluss besuchte er bis 2020 die Toulouse School of Management, eine öffentliche Managementschule, die der Universität Toulouse I angeschlossen ist, und erwarb einen Master-Abschluss in Sportmanagement. Zusammen mit seinem zwei Jahre älteren Bruder Clément hat Dupont ein altes Landgut in seinem Heimatdorf, das einst seinen Großeltern gehörte, gekauft und renoviert. Der Gebäudekomplex wurde 2021 wiedereröffnet und wird für Partys, Hochzeiten und andere Feierlichkeiten genutzt.
Als herausragender und beliebter Sportler mit authentischem Image ist Dupont einer der bestbezahlten französischen Rugbyspieler mit einem Einkommen von 600.000 Euro pro Saison (ab 2021). Zusätzlich hat er Werbeverträge mit mehreren Marken und globalen Unternehmen, darunter Adidas, Peugeot, Volvic und Tissot, ebenso wurde er bis 2021 von Land Rover gesponsert. Seit 2022 ist er Markenbotschafter des Einzelhandelsunternehmens Groupe Casino und der Eisenbahngesellschaft SNCF.

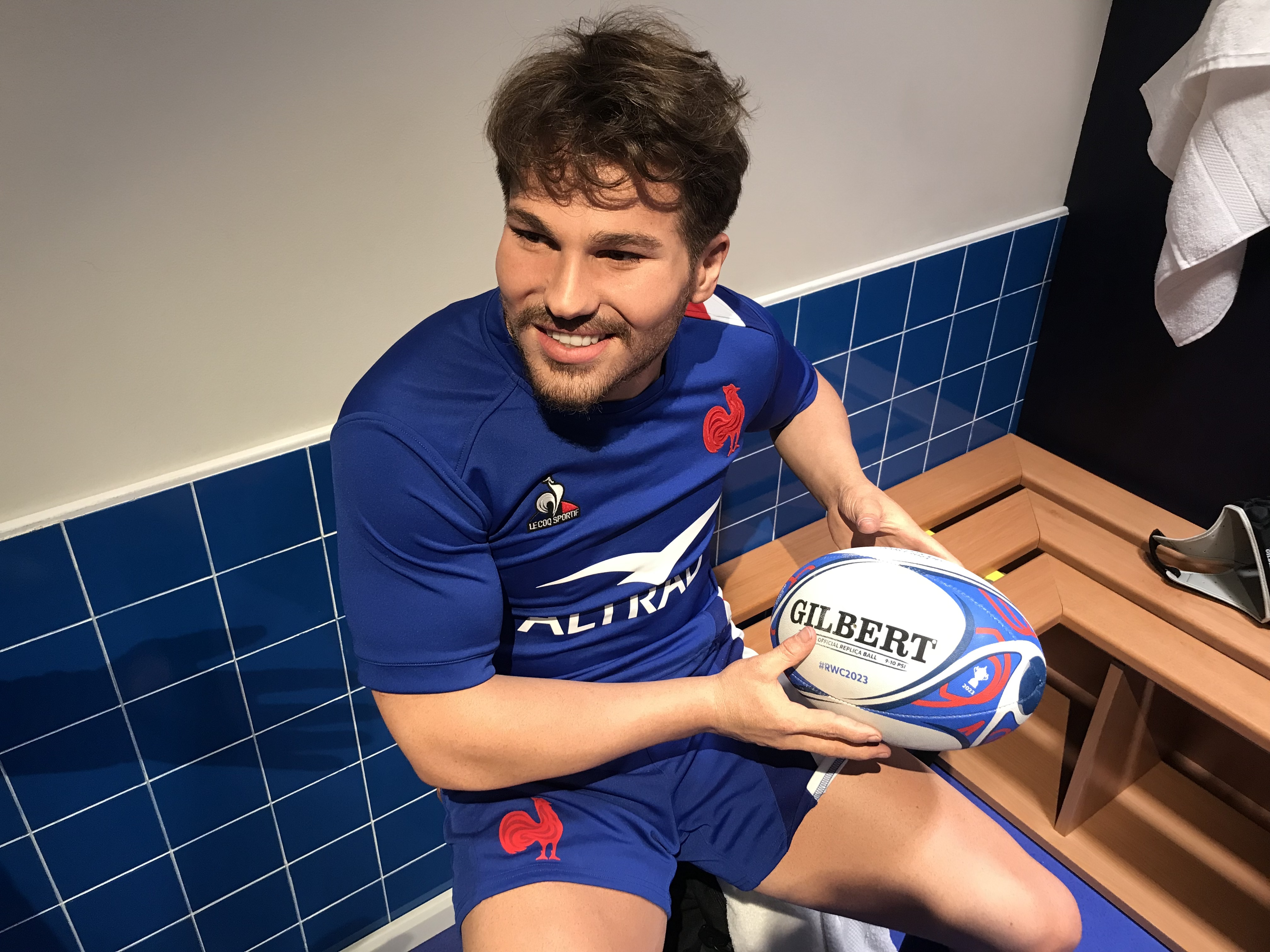
Wachsfigur von Dupont (2023)

Zusammen mit dem ehemaligen Rugbyspieler Sébastien Chabal, dem Formel-1-Piloten Esteban Ocon, dem Astronauten Thomas Pesquet und mehreren französischen Künstlern nahm Dupont an der Ausgabe 2023 des Benefizkonzerts Les Enfoirés zugunsten der Restos du Cœur teil. Die Show wurde am 3. März von TF1 ausgestrahlt und hatte mehr als acht Millionen Zuschauer. Etwa drei Monate vor dem Eröffnungsspiel der Weltmeisterschaft 2023 enthüllte das Musée Grévin in Paris eine Wachsfigur von Dupont.
Er engagiert sich außerdem gegen Homophobie im Rugby. Dafür ließ er sich 2024 unter anderem für das Titelbild der französischen LGBTQ-Zeitschrift Têtu ablichten.
Für den Olympiasieg 2024 erhielt er das Ritterkreuz der Ehrenlegion.

## Erfolge

### Stade Toulousain
- Meistertitel Top 14: 2019, 2021, 2023, 2024
- Sieger European Rugby Champions Cup: 2021, 2024

### Frankreich (Rugby Union)
- Sieger Six Nations: 2022 (mit Grand Slam), 2025

### Frankreich (Siebener-Rugby)
- Olympiasieger Paris 2024

### Persönlich
- World Rugby: Weltbester Spieler des Jahres: 2021
- Six Nations: bester Spieler des Turniers: 2020, 2022, 2023